# Liebe ist ...
Liebe ist… – dziewiętnasta płyta niemieckiego zespołu Die Flippers, wydana w roku 1989.

## Lista utworów
1. Je t´aime heißt: "Ich liebe Dich" – 2:41
2. Sommerwind – 3:45
3. Seit es Dich gibt – 2:55
4. Santo Domingo – 2:41
5. Monja – 3:00
6. Ich glaub an Dich – 2:22
7. Verlorene Herzen – 3:38
8. Du bist mein Leben – 4:07
9. Nachts am Wolgastrand – 3:32
10. Jeany ich brauch Dich – 2:50
11. Weine nicht kleine Eva – 2:37
12. Sommernachtsträume – 1:56
13. Ich halt´ Dich – 4:21
14. Aber Dich gibt´s nur einmal für mich – 3:13
15. Wo meine Sonne scheint – 3:17
16. Bist Du einsam... – 3:05